# Liste des chapitres de Gunslinger Girl
Cet article est un complément de l’article sur le manga Gunslinger Girl. Il contient la liste des volumes du manga parus en presse, avec les chapitres qu’ils contiennent.

## Fiche technique
- Édition japonaise : MediaWorks
  - Nombre de volumes sortis : 15 (terminé)
  - Date de première publication : novembre 2002
  - Prépublication : Dengeki Daioh
- Édition française : Kazé
  - Nombre de volumes sortis : 15 (terminé)
  - Date de première publication : octobre 2005

## Liste des volumes
| no | Japonais         | Japonais          | Français          | Français          |
| no | Date de sortie   | ISBN              | Date de sortie    | ISBN              |
| --- | ---------------- | ----------------- | ----------------- | ----------------- |
| 1 | 27 novembre 2002 | 4-8402-2237-1     | 27 octobre 2005   | 978-2-84965-070-7 |
| Liste des chapitres : - Chapitre 1 : "Observing the Heavens" (天体観測, "Tentaikansoku") - Chapitre 2 : "Love Thy Neighbor" - Chapitre 3 : "The Snow White" - Chapitre 4 : "The Death of Elsa de Sica (Part 1)" (エルザ·デ·シーカの死(前編), "Eruza de Sīka no Shi (Zenpen)") - Chapitre 5 : "The Death of Elsa de Sica (Part 2)" (エルザ·デ·シーカの死(後編), "Eruza de Sīka no Shi (Kōhen)") |                  |                   |                   |                   |
| 2 | 27 juin 2003     | 4-8402-2421-8     | 12 janvier 2006   | 978-2-84965-071-4 |
| Liste des chapitres : - Chapitre 6 : "Vegetable Gardens" - Chapitre 7 : "Ice Cream in the Piazza di Spagna" - Chapitre 8 : "Song of Joy" (歓びの歌, "Yorokobi no Uta") - Chapitre 9 : "How Beautiful My Florence is!" - Chapitre 10 : "Prince of the Land of Pasta (Part 1)" (パスタの国の王子様(前編), "Pasuta no Kuni no Ōjisama (Zenpen)") - Chapitre 11 : "Prince of the Land of Pasta (Part 2))" (パスタの国の王子様(後編), "Pasuta no Kuni no Ōjisama (Kōhen)") |                  |                   |                   |                   |
| 3 | 27 février 2004  | 4-8402-2622-9     | 23 février 2006   | 978-2-84965-072-1 |
| Liste des chapitres : - Chapitre 12 : "Kaleidoscope" - Chapitre 13 : "Pinocchio" (ピノッキオ, "Pinokkio") (Part 1) - Chapitre 14 : "Pinocchio" (ピノッキオ, "Pinokkio") (Part 2) - Chapitre 15 : "Pinocchio" (ピノッキオ, "Pinokkio") (Part 3) - Chapitre 16 : "Breaking the Chains of Retaliation" - Chapitre 17 : "Retiring Tibetan Terrier" |                  |                   |                   |                   |
| 4 | 27 novembre 2004 | 4-8402-2819-1     | 27 avril 2006     | 978-2-84965-073-8 |
| Liste des chapitres : - Chapitre 18 : "Tiny Joy, Tearless Grief" - Chapitre 19 : "Mimi Machiavelli" (ミミ·マキャヴェリ, "Mimi Makyaveri") - Chapitre 20 : "Tosca" (トスカ, "Tosuka") - Chapitre 21 : "Clever Serpents, Innocent Doves" (「賢い蛇, 純真な鳩」, "Kashikoi Hebi, Junshin na Hato") - Chapitre 22 : "She is a Flower that Blossoms in honesty's light" |                  |                   |                   |                   |
| 5 | 27 mai 2005      | 4-8402-3072-2     | 17 août 2006      | 978-2-84965-161-2 |
| Liste des chapitres : - Chapitre 23 : "Evanescence" (泡沫, "Utakata") - Chapitre 24 : "Caterina" (カテリーナ, "Katerīna") - Chapitre 25 : "Pinocchio" (ピノッキオ, "Pinokkio") (Part 4) - Chapitre 26 : "Pinocchio" (ピノッキオ, "Pinokkio") (Part 5) - Chapitre 27 : "Pinocchio" (ピノッキオ, "Pinokkio") (Part 6) |                  |                   |                   |                   |
| 6 | 17 décembre 2005 | 4-8402-3290-3     | 14 septembre 2006 | 2-84965-182-6     |
| Liste des chapitres : - Chapitre 28 : "Dum Spiro, Spero" - Chapitre 29 : "Fantasma" - Chapitre 30 : "Reincarnation" - Chapitre 31 : "The Bolshoi Ballet Academy" (ボリショイ·バレエ学校, "Borishoi Baree Gakkō") - Chapitre 32 : "Line of Sight" (視線, "Shisen") |                  |                   |                   |                   |
| 7 | 27 juillet 2006  | 4-8402-3532-5     | 11 janvier 2007   | 978-2-84965-235-0 |
| Liste des chapitres : - Chapitre 33 : "The Girl's Miniature Garden" (彼女の箱庭, "Kanojo no Hakoniwa") - Chapitre 34 : "Promise" (約束, "Yakusoku") - Chapitre 35 : "Lingering Hope" - Chapitre 36 : "The Sheep and the Goats" - Chapitre 37 : "The Hero is Afraid" (勇者は恐れず, "Yūsha wa Osorezu") |                  |                   |                   |                   |
| 8 | 27 mars 2007     | 978-4-8402-3826-7 | 25 octobre 2007   | 978-2-84965-275-6 |
| Liste des chapitres : - Chapitre 38 : "Dance of the Black Swan" (黒鳥の舞, "Kokuchou no mai") - Chapitre 39 : "Lady Rosso" (レディ·ロッソ, "Redi Rosso", rosso is Italian for "red") (Part 1) - Chapitre 40 : "Lady Rosso" (レディ·ロッソ, "Redi Rosso") (Part 2) - Chapitre 41 : "Lady Rosso" (レディ·ロッソ, "Redi Rosso") (Part 3) - Chapitre 42 : "Mind Speech" (マインド·スピーチ, "maindo Supīchi") - Chapitre 43 : "Lady Rosso" (レディ·ロッソ, "Redi Rosso") (Part 4) - Chapitre 44 : "Lady Rosso" (レディ·ロッソ, "Redi Rosso") (Part 5)                                                                                               |                  |                   |                   |                   |
| 9 | 27 novembre 2007 | 978-4-8402-4108-3 | 28 février 2008   | 978-2-84965-338-8 |
| Liste des chapitres : - Chapitre 45 : "Crepuscolo" (クレプスコロ, "Kurepusukoro", crepuscolo is Italian for "twilight") (Part 1) - Chapitre 46 : "Crepuscolo" (クレプスコロ, "Kurepusukoro") (Part 2) - Chapitre 47 : "Crepuscolo" (クレプスコロ, "Kurepusukoro") (Part 3) - Chapitre 48 : "Crepuscolo" (クレプスコロ, "Kurepusukoro") (Part 4) - Chapitre 49 : "Embrace" (つの抱擁, "Tsuno Hōyō") - Chapitre 50 : "Thinking" (つの想い, "Tsuno Omoi") |                  |                   |                   |                   |
| 10 | 27 octobre 2008  | 978-4-04-867432-4 | 9 avril 2009      | 978-2-84965-500-9 |
| Extra : Le tome 10 est sorti en édition limitée au Japon.Liste des chapitres : - Chapitre 51 : "Light" (灯, "Tomoshibi") - Chapitre 52 : "Assassination Mission" (暗殺任務, "Ansatsu Ninmu") - Chapitre 53 : "Reunion" (再会, "Saikai") - Chapitre 54 : "Confession" (告白, "Kokuhaku") - Chapitre 55 : "A Flower of Good Will" (善意の花, "Zen'i no Hana") - Chapitre 56 : "Returning to the Birdcage" (鳥籠に還る, "Torikago ni Kaeru") - Chapitre 57 : "Vendetta" (ヴェンデッタ) - Chapitre 58 : "Vendetta" (ヴェンデッタ) (Part 2) |                  |                   |                   |                   |
| 11 | 27 juillet 2009  | 978-4-04-867977-0 | 14 janvier 2010   | 978-2-84965-741-6 |
| Liste des chapitres : - Chapitre 59 : "A Caged Memory" (記憶の檻, "Kioku no Ori") - Chapitre 60 : "Vendetta" (ヴェンデッタ) (Part 3) - Chapitre 61 : "Vendetta" (ヴェンデッタ) (Part 4) - Chapitre 62 : "Vendetta" (ヴェンデッタ) (Part 5) - Chapitre 63 : "Beatrice" (べアトリーチェ) - Chapitre 64 : "Battlefield of the Vanquished" (敗者の戦場, "Haisha no Senjō") - Chapitre 65 : "Welcome Home, Enrica" (おかえりエンリカ, "Okaeri Enrika") - Chapitre 66 : "The Blue Prince" (青色の王子, "Aoi no Ōji") |                  |                   |                   |                   |
| 12 | 27 avril 2010    | 978-4-04-868567-2 | 18 novembre 2010  | 978-2-84965-982-3 |
| Liste des chapitres : - Chapitre 67 : "A New Family" (新しい家族, "Atarashii Kazoku") - Chapitre 68 : "The Croce Affair" (クローチェ事件, "Kurōche Jiken") (Part 1) - Chapitre 69 : "The Croce Affair" (クローチェ事件, "Kurōche Jiken") (Part 2) - Chapitre 70 : "The Croce Affair" (クローチェ事件, "Kurōche Jiken") (Part 3) - Chapitre 71 : "The Croce Affair" (クローチェ事件, "Kurōche Jiken") (Part 4) - Chapitre 72 : "Fantasma (Part 2)" - Chapitre 73 : "Addio" |                  |                   |                   |                   |
| 13 | 27 avril 2011    | 978-4-04-870412-0 | 14 mars 2012      | 978-2-82030-213-7 |
| Liste des chapitres : - Chapitre 74 : "Soldato" - Chapitre 75 : "Testament" (遺言, "Yuigon") - Chapitre 76 : "Nuclear Plant Occupation" (原発占拠, "Genpatsu Senkyo") - Chapitre 77 : "The Nature" - Chapitre 78 : "Occaso, Part 1" (オッカーゾ, "Okkazo") - Chapitre 79 : "Occaso, Part 2" (オッカーゾ, "Okkazo") - Chapitre 80 : "Occaso, Part 3" (オッカーゾ, "Okkazo") - Chapitre 81 : "Occaso, Part 4" (オッカーゾ, "Okkazo") - Chapitre 82 : "Orion" (オリオン, "Orion") |                  |                   |                   |                   |
| 14 | 17 décembre 2011 | 978-4-04-886173-1 | 22 août 2012      | 978-2-82030-460-5 |
| Liste des chapitres : - Chapitre 83 : "Salvation" (救い, "Sukui") - Chapitre 84 : "A Chance Meeting with the Past" (過去との邂逅, "Kako to no Kaikou") - Chapitre 85 : "Erinyes, Part 1" (エリニュエス, "Erinyuesu") - Chapitre 86 : "Erinyes, Part 2" (エリニュエス, "Erinyuesu") - Chapitre 87 : "Erinyes, Part 3" (エリニュエス, "Erinyuesu") - Chapitre 88 : "Horatius, Part 1" (ホラティウス, "Horatiusu") - Chapitre 89 : "Horatius, Part 2" (ホラティウス, "Horatiusu") - Chapitre 90 : "Erinyes, Part 4" (エリニュエス, "Erinyuesu") |                  |                   |                   |                   |
| 15 | 17 décembre 2012 | 978-4-04-891074-3 | 18 septembre 2013 | 978-2-82030-682-1 |
| Extra : Le tome 15 est sorti en édition limitée au Japon.Liste des chapitres : - Chapitre 91 : "Ray of Twilight, Part 1" (薄明光線, "Hakumei Kousen") - Chapitre 92 : "Ray of Twilight, Part 2" (薄明光線, "Hakumei Kousen") - Chapitre 93 : "Ray of Twilight, Part 3" (薄明光線, "Hakumei Kousen") - Chapitre 94 : "Ray of Twilight, Part 4" (薄明光線, "Hakumei Kousen") - Chapitre 95 : "Survivors" (生還者, "Seikanja") - Chapitre 96 : "The Dying Swan, Part 1" - Chapitre 97 : "The Dying Swan, Part 2" - Chapitre 98 : "Hartmann's Letter" (ハルトマンの手紙, "Harutoman no Tegami") - Chapitre 99 : "Epilogue" (エピローグ, "Epiro-gu") |                  |                   |                   |                   |

### Shueisha BOOKS
1. 1 2  Tome 1
2. 1 2  Tome 2
3. 1 2  Tome 3
4. 1 2  Tome 4
5. 1 2  Tome 5
6. 1 2  Tome 6
7. 1 2  Tome 7
8. 1 2  Tome 8
9. 1 2  Tome 9
10. 1 2  Tome 10
11. ↑  Tome 10 Édition limitée
12. 1 2  Tome 11
13. 1 2  Tome 12
14. 1 2  Tome 13
15. 1 2  Tome 14
16. 1 2  Tome 15
17. ↑  Tome 15 Édition limitée

### Manga Kana
1. 1 2  Tome 1
2. 1 2  Tome 2
3. 1 2  Tome 3
4. 1 2  Tome 4
5. 1 2  Tome 5
6. 1 2  Tome 6
7. 1 2  Tome 7
8. 1 2  Tome 8
9. 1 2  Tome 9
10. 1 2  Tome 10
11. 1 2  Tome 11
12. 1 2  Tome 12
13. 1 2  Tome 13
14. 1 2  Tome 14
15. 1 2  Tome 15